# Tel Keppe
Tel Keppe —també transliterat Tel Keipeh; en siríac antic ܬܠ ܟܐܦܐ, Tal Kepe, literalment «Turó de Pedres»; en àrab تل كيف, Tall Kayf— és una de les viles històriques assíries més grans de l'Iraq septentrional. Està situat a la governació de Nínive, a menys de 15 km al nord de Mossul.

## Història
Històricament la seva població s'estimava al voltant de 12.000 habitants, però entre els anys 1976 a 2001 va arribar a uns 30.000 habitants.
El 6 d'agost de 2014, aquesta ciutat va ser presa per Estat Islàmic (ISIS), junt amb les ciutats properes de Bakhdida, Bartella i Karemlash. Molts dels seus habitants es van haver d'exiliar.

## Cultura
Tel Keppe històricament ha estat el centre de la comunitat cristiana catòlica de l'Iraq.